# Cepská pískovna a okolí
Cepská pískovna a okolí este o arie protejată (arie specială de conservare — SAC, sit de importanță comunitară — SCI) din Republica Cehă întinsă pe o suprafață de 141,16 ha, integral pe uscat.

## Localizare
Centrul sitului Cepská pískovna a okolí este situat la coordonatele 48°55′02″N 14°49′59″E / 48.917222°N 14.833056°E.

## Înființare
Situl Cepská pískovna a okolí a fost declarat sit de importanță comunitară în aprilie 2005 pentru a proteja 1 specie de animale. Situl a fost protejat și ca arie specială de conservare în iulie 2012.

## Biodiversitate
Situată în ecoregiunea continentală, aria protejată nu include niciun habitat protejat.
La baza desemnării sitului se află o specie protejată de  amfibieni: triton cu creastă (Triturus cristatus).